# Blow your mind (пісня)
«Blow your mind »  — пісня української співачки Тіни Кароль разом з Luca Dayz, Snoop Dogg та  L.O.E. Як  сингл випущений 28 серпня 2020 року. Входить до альбому  "Найти своих".

## Опис
Трек був створений в співпраці з компанією звукозапису Bentley Records, який базується в Нью-Йорку. 
"Я багато працювала над тим, щоб артист з України міг бути конкурентно здатним на цьому ринку. Не лише в нашій країні. Підписала цей контракт, працювала над альбомом, пройшло багато часу, перш ніж перші кроки цієї роботи стали суспільно відомі", - ділиться Кароль на своїй сторінці в Facebook.
Співачка відмітила, що ще рік тому вона підписала контракт з незалежним лейблом в Америці. І саме це сприяло її співпраці з відомим рэпером.
"Як це було? Я сиділа удома, задзвонив телефон - я знаю людину, яка мені дзвонила. І мені говорять, що у нас для тебе відмінна новина, у нас буде співпраця з Snoop Dogg. А потім мені говорять: "У тебе є година, щоб записала свій шматок, придумала музику, слова і так далі". Я порізала пісню одного з наших українських авторів, з яким співпрацюю. Узяла цей шматочок, вклала, заспівала, зробили текст. Все", - розповіла Тіна 

## Відеокліп
В умовах пандемії коронавіруса було вирішено не знімати кліп, а випустити lyric - video.
Ролик на композицію Blow your mind презентували 28 серпня.

## Список композицій
| Цифрове завантаження, стримінг | Цифрове завантаження, стримінг | Цифрове завантаження, стримінг                                        | Цифрове завантаження, стримінг                     | Цифрове завантаження, стримінг |
| #                              | Назва                          | Автор слів                                                            | Автор музики                                       | Тривалість                     |
| ------------------------------ | ------------------------------ | --------------------------------------------------------------------- | -------------------------------------------------- | ------------------------------ |
| 1.                             | «Blow your mind»               | Luca Dayz, Snoop Dogg , Yana Mayornikova, LOE Music, D’Meetri Griffin | Luca Dayz , Wiz Gang/GGM/Ghozt Gang Music , M1SHKA | 3:28                           |